# マサチューセッツ湾交通局
マサチューセッツ湾交通局(マサチューセッツわんこうつうきょく、Massachusetts Bay Transportation Authority)は、アメリカ合衆国マサチューセッツ州の公共交通機関事業者。略称はMBTA。Tと呼ばれる全米最初の地下鉄をはじめ、通勤鉄道や路線バス、さらにはマサチューセッツ湾のフェリーも運営している。これらの交通機関は、ボストン市およびその周辺を広くカバーしており、通勤・通学の足として、また観光客の移動手段として用いられ、ボストン都市圏の渋滞緩和に役立っている。また、法執行機関（警察）としての機能も有しており、マサチューセッツ湾交通局警察(Massachusetts Bay Transportation Authority Police)が組織されている。

## 歴史

### 初期の公共交通
ボストンの公共交通の歴史は植民地時代の1631年まで遡ることができる。この年、ボストンにあった植民地政府は、半島の上に設けられたボストンの交通の利便性を改善するために、渡船の運行をはじめた。
陸上の公共交通は独立革命以降の事で、1793年、ボストン - ケンブリッジ間の駅馬車の運行がはじめられたのがその起源である。その後、ニューイングランド各地を結ぶ駅馬車の運行が行われるようになると共に、駅馬車を大型化して、短距離の乗降の利便性を高めた大型馬車オムニバスが1820年代には市街でサービスをはじめている。オムニバスは1832年には、軌道に乗せ、輸送力と乗り心地の向上を図った馬車鉄道に発展した。馬車鉄道は厳冬期を含む通年の公共交通の運行を可能にした。馬車鉄道はその後延伸が進められ、1856年には、ケンブリッジ地区への延伸も行われた。

### ウエストエンド市街鉄道

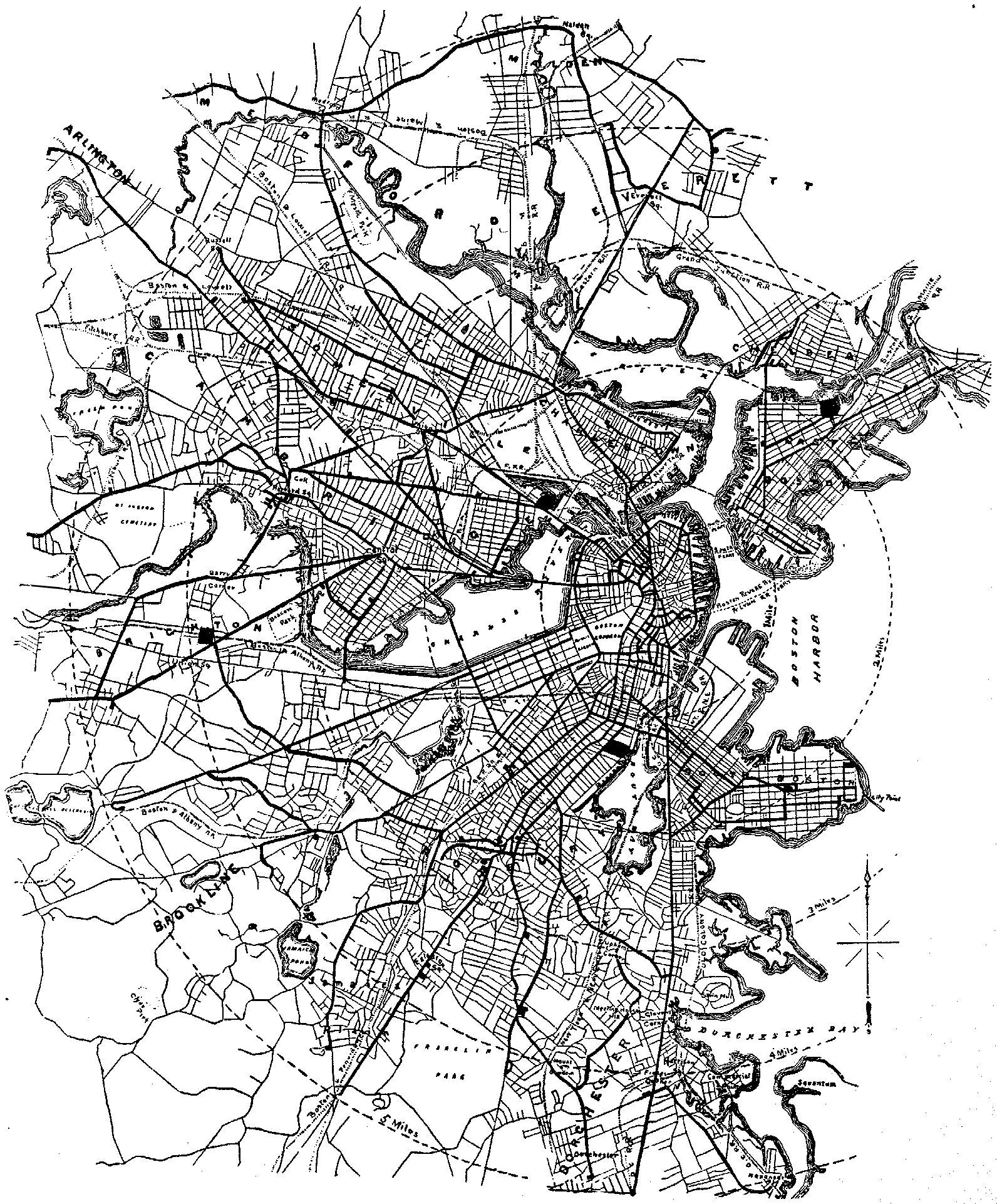
ウエストエンド市街鉄道路線図

初期の馬車鉄道は路線ごとに異なった事業者により運行が行われたため、運行事業者は20社も存在した。運行事業者が細分化されている状態では、路線網の発展が妨げられたり、過当競争が発生するという弊害があるため、1887年、州政府の指導下でこれらの馬車鉄道は1社に統合され、ウエストエンド市街鉄道(West End Street Railway)が誕生した。ウエストエンド市街鉄道は1,480両の車両を持ち、当時アメリカ最大の市街鉄道事業者であった。
この会社の最大の問題は、8,000頭にも及ぶ馬の飼育費用にあった。高い餌代に加え、病気で馬を補充する必要もあり、その費用は莫大な額にのぼっていたのである。サンフランシスコで生まれ、シカゴで大規模な路線網の展開が行われていたケーブルカーは、冬の降雪の問題でボストンではあまり広まらなかった。フランク・スプレイグの吊り掛け駆動式の路面電車が1889年に導入され、その後、馬車鉄道路線を置き換えていくことになった。
市街電車の登場は革新的であったものの、ヨーロッパから到着する人や物資により大発展を遂げていたボストンの市内交通を賄うには不完全で、公共交通の改善は都市の発展の課題となり、1891年、高速鉄道委員会が設立された。委員会は1892年に4つの高架鉄道路線と、市街電車が乗り入れる地下鉄路線の建設が必要であるとする報告書を出した。これを受け、1894年に公的機関であるボストン交通委員会のもと、ボストン市内で必要とされる鉄道路線を建設・運営する民間会社である、ボストン高架鉄道が設立された。ボストン高架鉄道はウエストエンド市街鉄道を1897年に買収し、ボストンの都市交通を包括的に運営する事業者となった。

### ボストン高架鉄道と高架鉄道、地下鉄建設

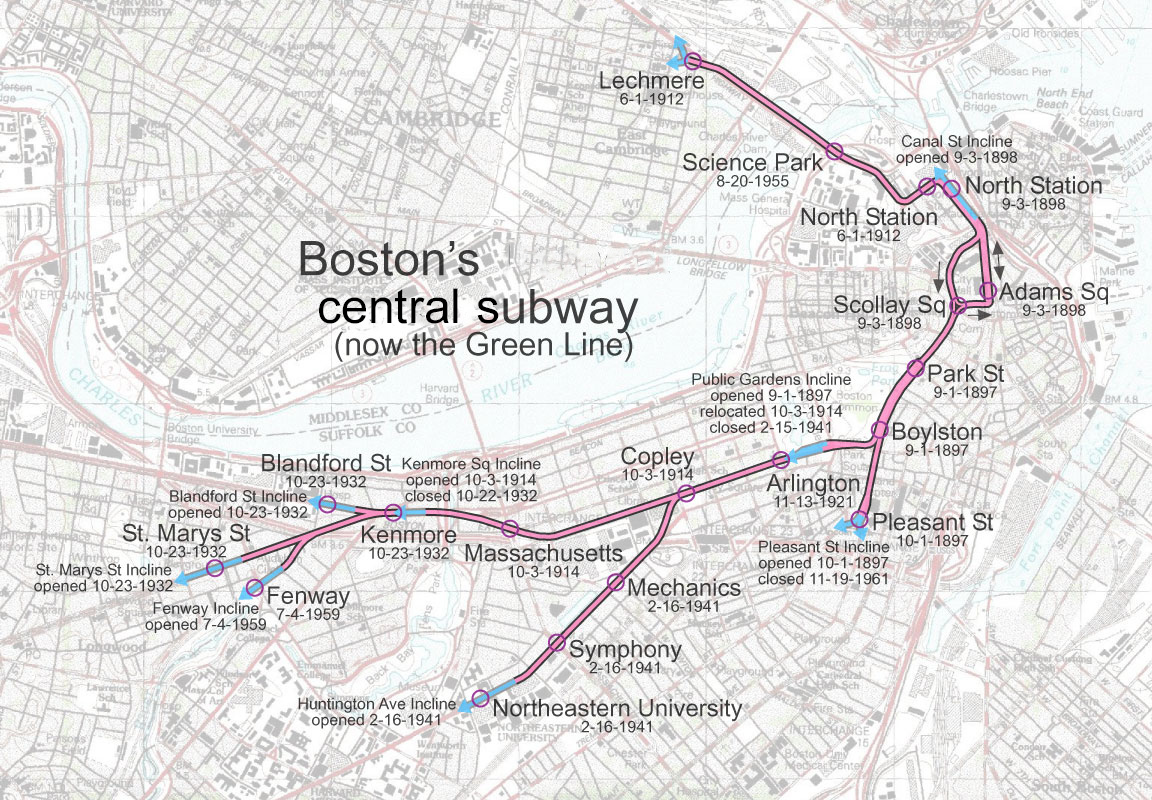
トレモント通り地下鉄路線図

ボストン高架鉄道は最初の地下鉄区間であるトレモント・ストリート地下鉄（現在のグリーンラインの地下区間）を1897年から1898年に開業させた。この路線は都市高速鉄道として建設された他都市の地下鉄路線と異なり、路面電車の直通のために建設されたものである。それでもなお、全米最古の地下鉄とされる。
1901年には、メインライン高架鉄道（現 オレンジライン）が開通した。この路線は市街外延部から都心へ路線を延ばし、都心部は地下構造になっていた。その後まもなく、アトランティック通り高架鉄道（1940年代に廃止）が開業した。両者はニューヨーク地下鉄よりも3年早く登場した（ニューヨーク高架鉄道は遥か以前から存在していたが）ボストン最初の都市高速鉄道であった。

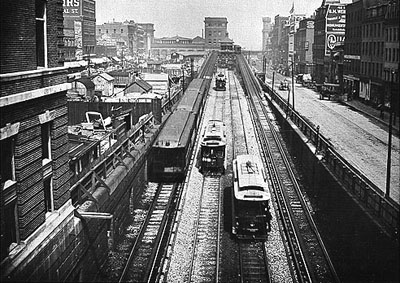
キャナルストリート付近で並走する路面電車と高架鉄道

1908年に開通したワシントン・ストリート・トンネル（現 オレンジライン）は高架鉄道の都心ルートを短縮した。路面電車が乗り入れるトレモント・ストリート地下鉄は地上の軌道の短絡ルートとして無数の支線や延長部分を持つに至った。これに加えて、メインライン高架鉄道のスリバン駅やダッドリー駅（1987年廃止）などに乗り換えターミナルが設置され、路面電車利用客はここで高架鉄道に乗り換えて都心に向かう事ができるようになった。
次に建設された路線は1904年に開業したイーストボストントンネルで、ボストン・ハーバーとイースト・ボストンを結ぶ路面電車用のトンネルであった。このトンネルの開業により路面電車とフェリーの乗り継ぎが不要になった。このトンネルは1924年に高速鉄道用に転用され、現在はブルーラインのボストン市街側の路線の一部を成す。
1912年にはケンブリッジトンネルが開業した。このトンネルはケンブリッジ市のハーバードスクエア地下に掘られたものである。その後、市街南部とダウンタウンを結ぶドーチェスタートンネル（現 レッド・ライン）の開削も行われた。このトンネルに接続するドルチェスター線は1927年、かつてのニューヨーク・ニューヘブン・アンド・ハートフォード鉄道に沿って延伸され、アッシュモント-マッタパン高速鉄道がマッタパンまで延伸された。この路線の開業により周辺の路面電車路線の整理が行われている。1922年からは路面電車路線のバス化が進み、1936年にはトロリーバスも登場している。

### 公営化後
ボストン高架鉄道の事業拡大と、自動車の登場による利用客の停滞、低運賃政策は同社の財政を圧迫した。規制当局は様々な形で支援を行っていたが、路線施設とその運営は、1947年、ボストン市と周辺の自治体で設立したボストン都市圏交通局に引き継がれることになった。さらに、1964年には権限を都市の交通計画全般にまで拡大した、現在のMBTAが登場することになった。

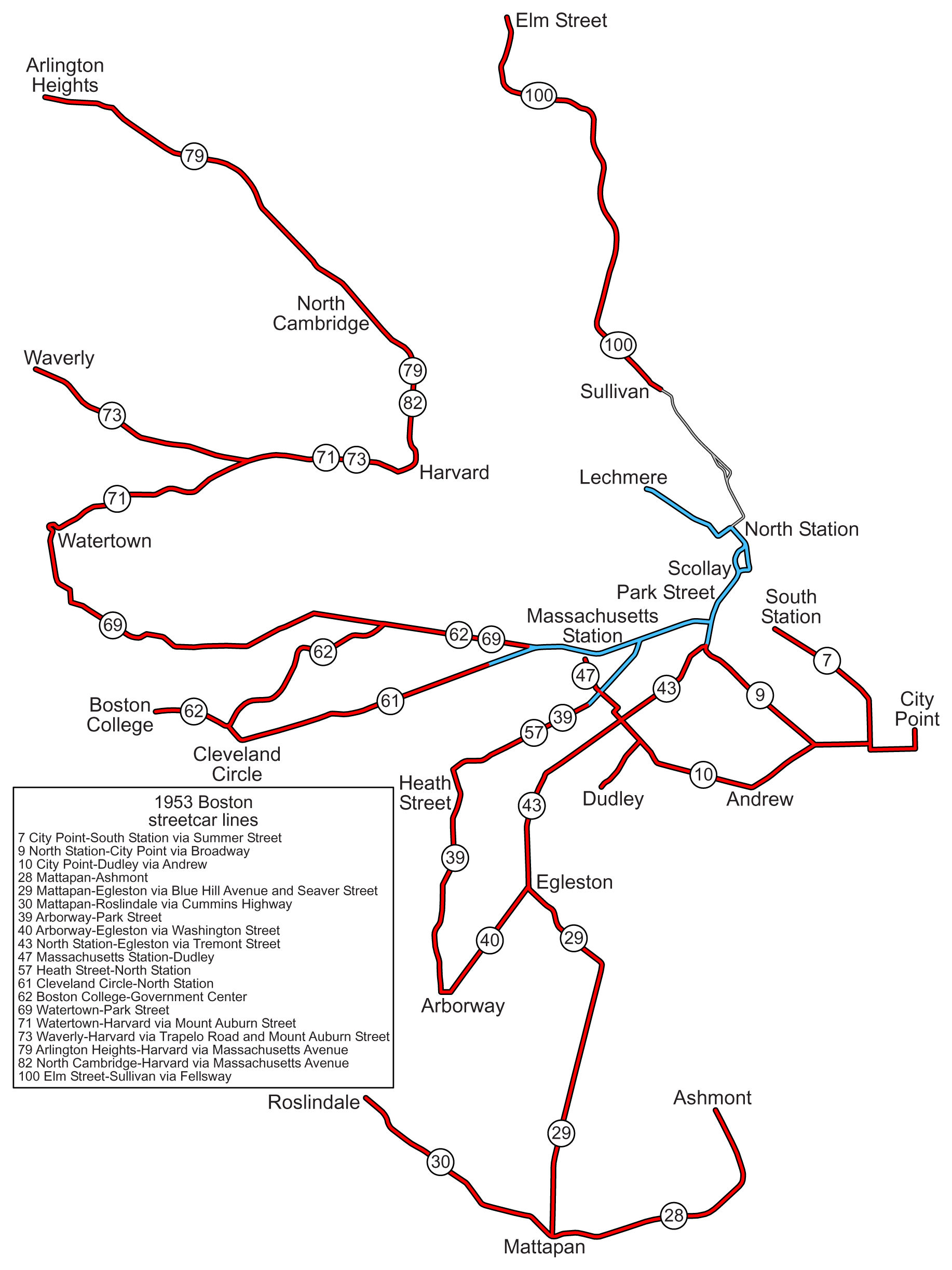
1953年の路面電車路線図

公営化以降、路面電車路線のバス化と高架鉄道の地下鉄化が積極的に進められた。1953年には路面電車路線はトレモント・ストリート地下鉄に乗り入れる系統と、ハーバードスクエアに乗り入れる系統のみが残った。ハーバード・スクエアに乗り入れる路線は1958年にトロリーバス化されたが、これらの路線はボストンで現存する唯一のトロリーバス路線となっている。1959年には新たな地下鉄路線であるハイランド支線が開通した。この路線はボストン・メイン鉄道が使用していた軌道用地を転用したもので、利用客が多かったために車両を増備する必要に迫られた。グリーンラインの各支線のうち、プリーザント・ストリート・ポータル（Boylstonで分岐する延伸線）の最後の運行は1962年、A線と呼ばれるようになったウォータータウン支線の廃止は1969年で、アーバーウェイ線、すなわちE支線の部分廃止は1985年であった。

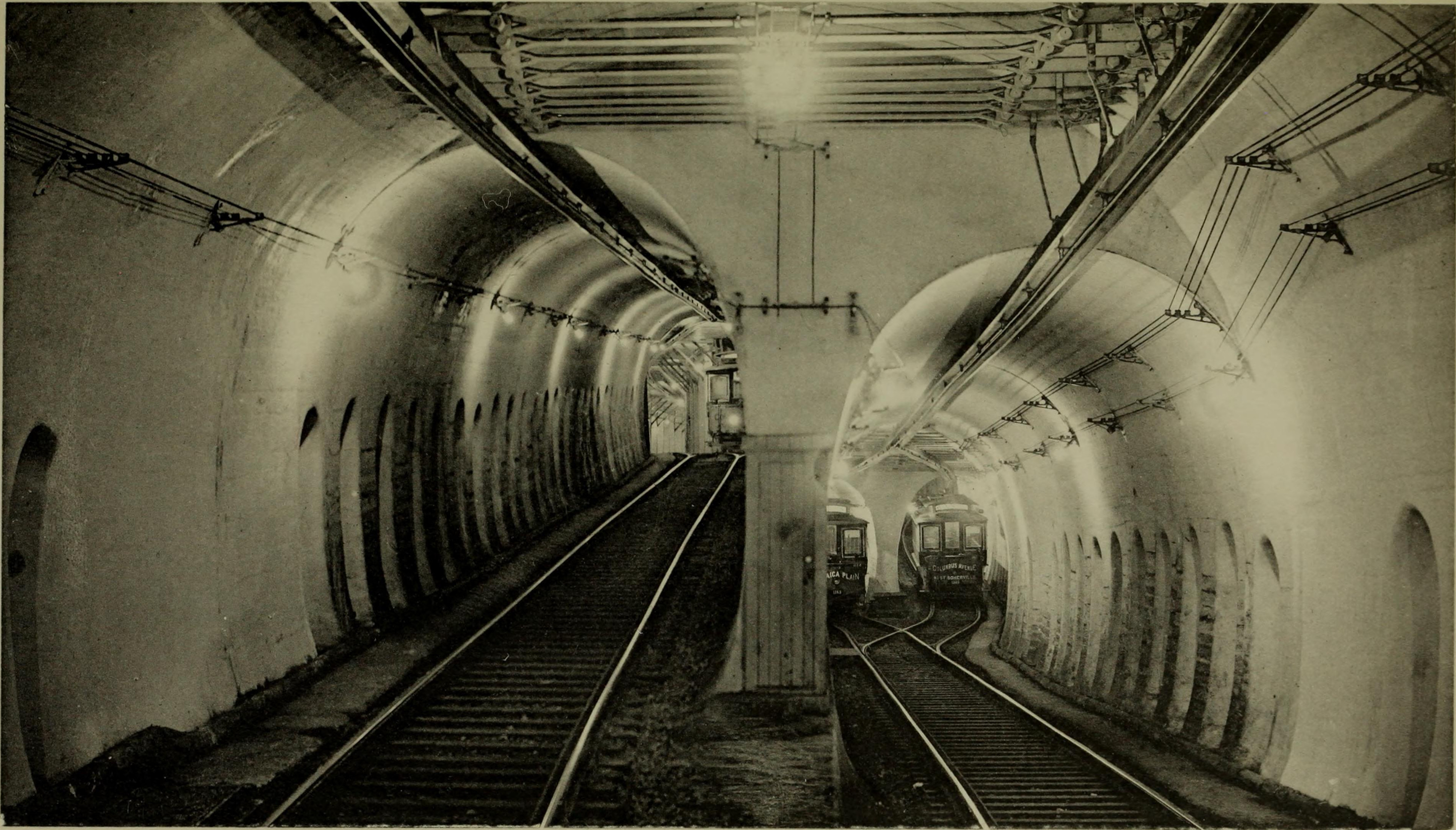
プリーザント・ストリート・ポータル（1962年廃止）への分岐部分の写真

高架鉄道路線は視界を遮り、ボストンの曲がりくねった道の上を通るためにカーブが多く、高速鉄道としては問題が多かった。このため、アトランティック通り高架鉄道は1938年に廃止され、オレンジラインの一部であるチャールズタウン高架鉄道は1975年にルート変更の上地下化され、ワシントン通り高架鉄道は1987年に廃止され、バス専用道路が設けられた。2004年のグリーンラインの一部を構成していたコーズウェイ通り高架鉄道の廃止により、残存する高架鉄道はレッドラインの一部付近のみとなった。
ワンダーランドへ向かうレビア延長線（現 ブルーライン）は1952年から1954年にかけて開業した。この路線はかつて存在した狭軌のボストン・レビアビーチ・アンド・リン鉄道の軌道敷にそって建設されている。レッドラインのブライアンツリー支線は1971年から1980年にかけて建設された。レッドラインのエールワイフに向かうノースウエスト延長線は1984年の部分開業を経て1985年に全通した。
これらの近年の延長線は、単なる地下鉄の延長に留まらず、駐車場の設置を行う事によって、自家用車の都心への流入の抑制手段としての役割も併せ持つことになった。
2005年1月12日、メドフォードとサマービルの住民は、マサチューセッツ州に対して訴訟を行う意向があることを明らかにした。中央道路・トンネル計画が交通流動を変え、沿線に汚染と混雑をもたらすことがその理由である。現在MBTAはこの2都市に向けグリーンラインを延長する工事に着工している。
近年はMBTA全体における長期的な運営・財政上の問題が浮き彫りになっている。特に2014年度冬の記録的な大雪が与えた地下鉄への打撃がその発端となり、ベーカー州知事や州政府に批判が集まった。また2019年にレッドラインにおいて脱線事故が発生し、遅延などの影響が数ヶ月にも及んだ。2022年7月にはオレンジラインの車両にて火災事故が起こり、翌月から一ヶ月間その全線が閉鎖された。また、運転士等の人員不足も問題となっている。

### 郊外
ボストン高架鉄道はボストン市街地の交通を経営する事業者であった。現在MBTAが経営を行っている郊外地域には、ベイステート路面鉄道(1911～1919)やマサチューセッツの農村部で長大な路面電車路線網を展開したイースタン・マサチューセッツ路面鉄道(1919～1968)などが存在した。イースタン・マサチューセッツ路面鉄道は1930年代から1940年代に路面電車運行を廃止するが、その後も1968年にMBTAに吸収されるまでバス事業者として活動を続けた。
近郊列車はニューヨーク・ニューヘイブン・アンド・ハートフォード鉄道とボストン・アンド・メイン鉄道が運行していたボストン近郊の通勤列車サービスを1974年に引き継いだものである。

## 地下鉄

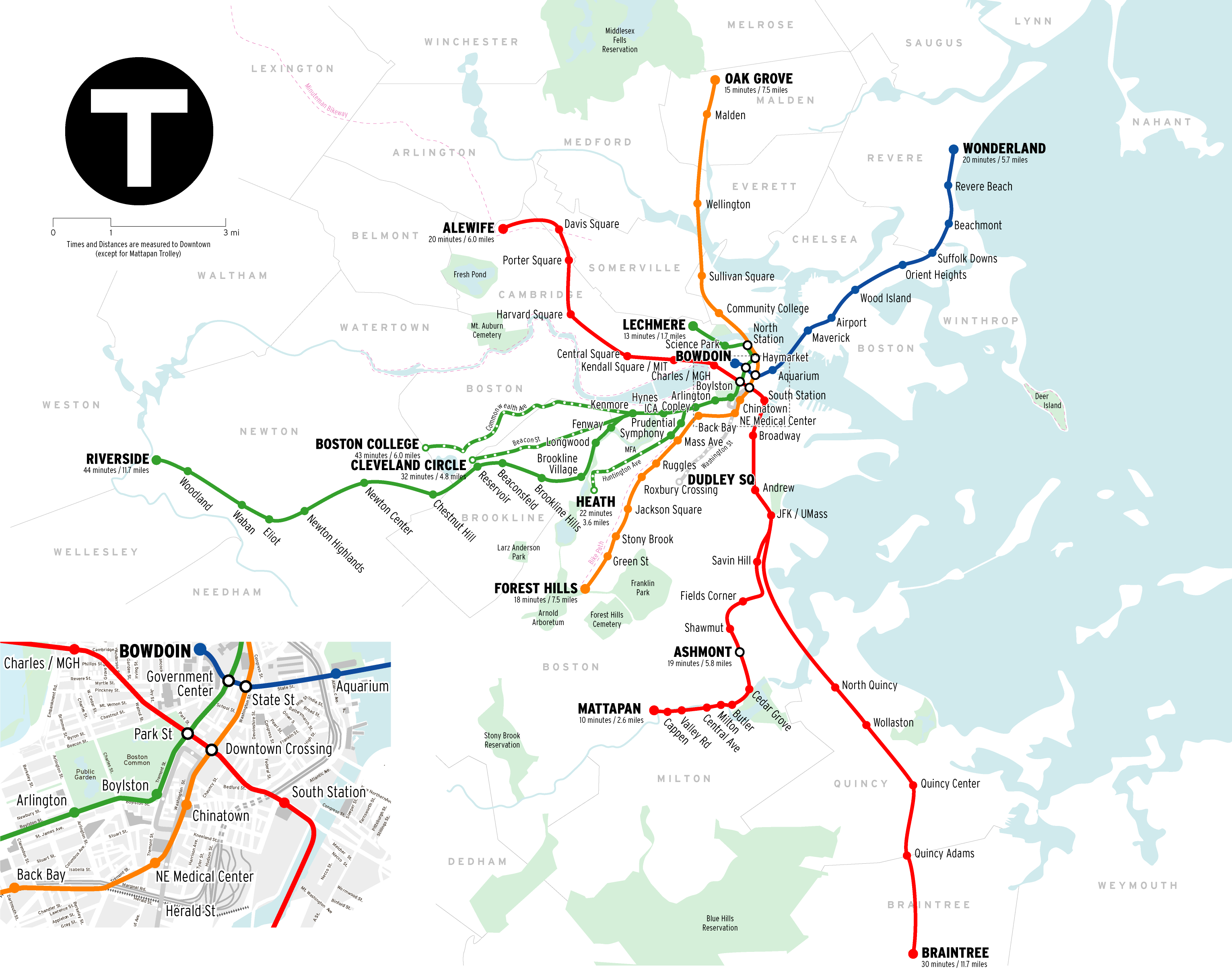
地下鉄の路線図

MBTAの地下鉄はTと呼ばれる。グリーンライン・オレンジライン・ブルーライン・レッドラインの4路線があり、ボストン市内・郊外を走る。日本の地下鉄同様、車体や駅の案内板の色が路線の色に統一されている。支払いは現金の他、乗車カードで磁気券の「チャーリー・チケット」とIC券の「チャーリー・カード」に対応している（ストアードフェアおよびプリペイドといった支払いの方式については細かい違いがあり煩雑なので、当局のウェブページを参照）。これらは2006年12月に従来のトークンに代わる形で運用が開始された。「チャーリー」はフォークソング "Charlie on the MTA" の歌詞中で、下車賃の持ち合わせが無いためにボストン地下鉄（当時はMetropolitan Transit Authority）から降りられなくなってしまった、という架空の人名に由来する。
2018年以降、オレンジライン・レッドラインにおいて、中国中車製の新型車両の導入を進めている。
新型車両の導入は404両、計8億7千万ドルの大規模なプロジェクトとなったが、不具合の多発、納期の遅れがなどが生じて追加費用の支払いを余儀なくされた。

### 路線一覧
| 路線           | 経路 | 開業年 | 路線距離           | 駅数 |
| -------------- | --- | ------ | ------------------ | ---- |
| グリーンライン | A: パーク・ストリート駅 ↔ ウォータータウン駅（1969年廃止） B: パーク・ストリート駅 ↔ ボストン・カレッジ駅 C: ガバメント・センター駅↔ クリーブランド・サークル駅 D: ユニオン・スクエア駅 ↔ リバーサイド駅 E: メドフォード・タフツ駅 ↔ ヒース・ストリート駅       | 1897   | 26.7 mi (43.0 km)  | 70   |
| オレンジライン | オーク・グローブ駅 ↔ フォレスト・ヒルズ駅 | 1901   | 11 mi (18 km)      | 20   |
| ブルーライン   | ワンダーランド駅 ↔ ボウドゥン駅 | 1904   | 6 mi (9.7 km)      | 12   |
| レッドライン   | エールワイフ駅 ↔ アッシュモント駅 エールワイフ駅 ↔ ブレインツリー駅 | 1912   | 22.5 mi (36.2 km)  | 22   |
| マタパン線     | アッシュモント駅 ↔ マタパン駅 | 1929   | 2.6 mi (4.2 km)    | 8    |
| シルバーライン | SL1: サウス駅 ↔ ローガン国際空港駅 SL2: サウス駅 ↔ デザインセンター駅 SL3: サウス駅 ↔ シティ・ポイント駅（2009年廃止） SL3: サウス駅 ↔ チェルシー駅（2018年開業） SL4: サウス駅 ↔ ヌビアン・スクエア駅 SL5: ダウンタウン・クロッシング駅 ↔ ヌビアン・スクエア駅 | 2002   | N/A                | 36   |
| 合計           | 合計 | 合計   | 55.1 mi (88.7 km） | 128  |

### グリーンライン

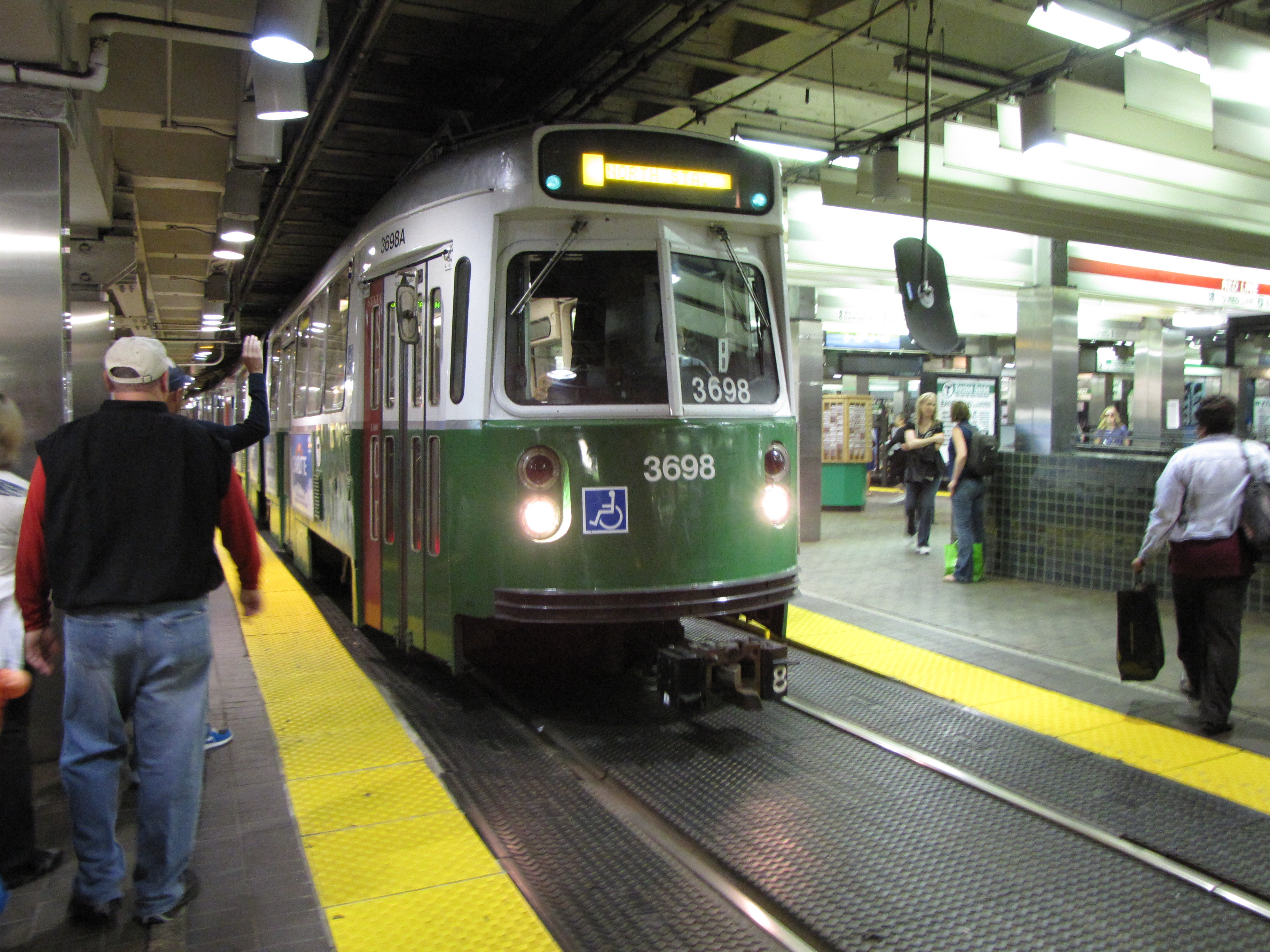
パークストリート駅

グリーンラインはB・C・D・Eの四支線からなるライトレールである。
東側は2022年末に開業したメドフォード・タフツ(Medford/Tufts)駅とユニオン・スクエア(Union Square)駅からそれぞれE、Dラインが発着。またBラインはパーク・ストリート(Park Street)駅、Cラインはガバメント・センター(Government Center)駅から発着する。
西側においては、B・C・Dラインはケンモア駅(Kenmore)で分岐する。Bラインはボストン・カレッジへ、Cラインはクリーブランド・サークル駅(Cleveland Circle)へ、Dラインはニュートン市の中心部を通ってリバーサイド駅(Riverside)へと向かう。Eラインはケンモア駅より2駅東寄りのコプリー駅(Copley)で分岐し、ヒース・ストリート(Heath Street)へと通じている。かつてはオレンジライン終点のフォレスト・ヒルズに接続するアーボーウェイ駅（Arborway）まで運行していたものの、現在は廃止され、路線バス「39」が代行する。またウォータータウン駅(Watertown)行のAラインもあったが、これも廃止され、現在は路線バス「57」が代行する。
路面電車用の小型車両で運行されている。1980年代には近畿車輛製のタイプ7、1990年代にはアンサルドブレーダ製の低床車両タイプ8、2018年～2020年にはCAF USA製のタイプ9がそれぞれ導入された。かつてはPCCカーやアメリカ標準型路面電車などが運用されていた。
ガバメント・センター駅(Government Center)でブルーラインと、パーク・ストリート駅でレッドラインと、北駅(North Station)およびヘイマーケット駅(Haymarket)でオレンジラインと、ボイルストン駅(Boylston)ではシルバーライン・ワシントン通り線とそれぞれ接続している。ダウンタウンから西郊へ向かう重要な路線で、利用客も多い。
グリーンラインと名付けられたのは、この路線が「エメラルド・ネックレス」と呼ばれる公園地帯を通っていることに由来している。

### オレンジライン

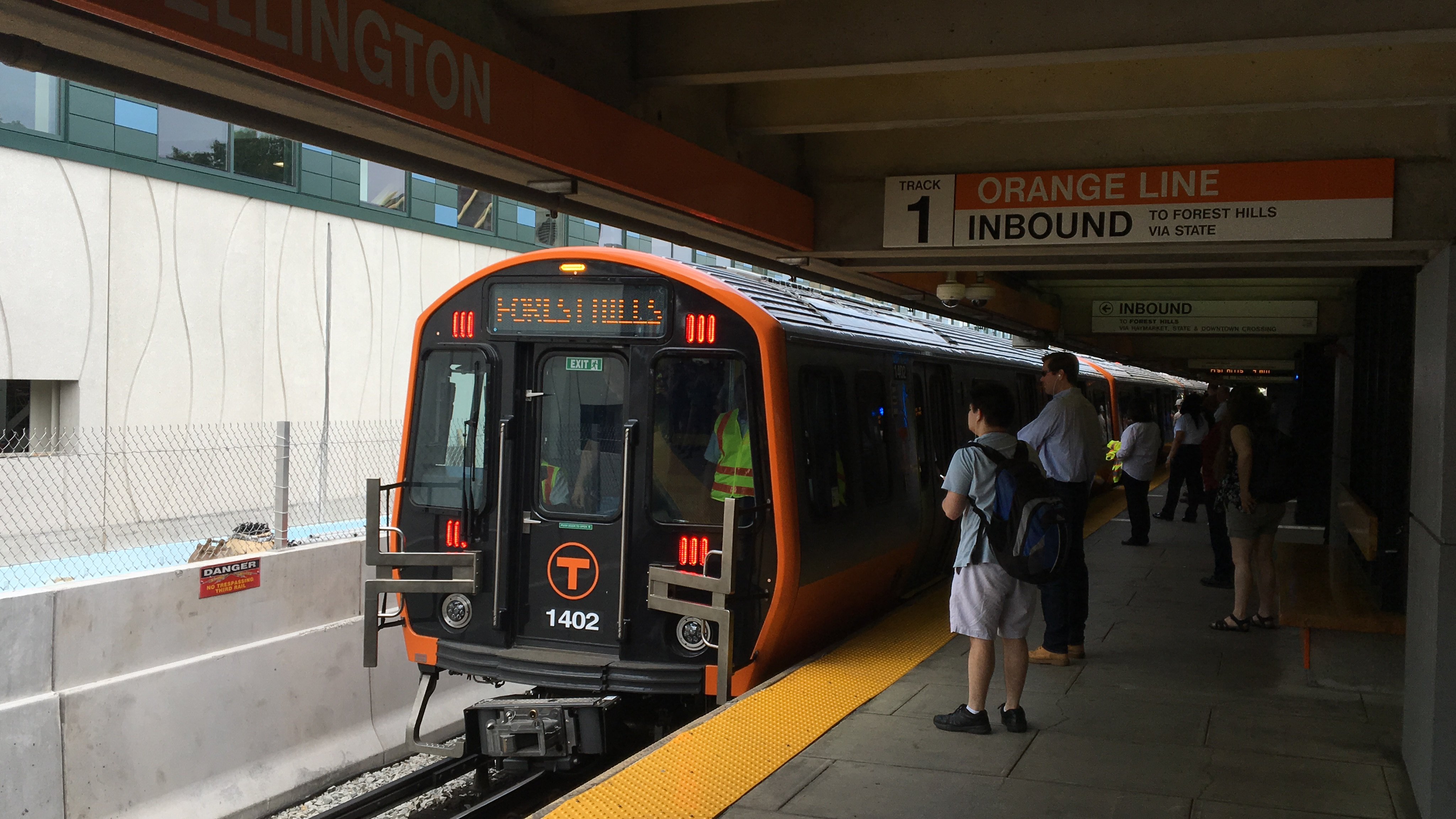
ウエリントン駅

オレンジラインは、北郊・モルデン市のオーク・グローブ駅(Oak Grove)を起点とし、南郊のフォレスト・ヒルズ駅(Forest Hills)に向かう地下鉄路線。駅は20で、20m級の車両が使われる。
途中、北駅およびヘイマーケット駅でグリーンラインと、ステート・ストリート駅(State Street)でブルーラインと、ダウンタウン・クロッシング駅(Downtown Crossing)でレッドラインおよびシルバーライン・ワシントン通り線とそれぞれ接続する。また、チャイナタウン駅(Chinatown)およびタフツメディカルセンター駅(Tufts Medical Center)でもシルバーライン・ワシントン通り線に接続する。そのほか、5つの駅で近郊電車にも乗りかえられる。
バックベイ駅(Back Bay)にはアムトラックのアセラ・エクスプレスなどの北東回廊の中長距離列車が停車する。これらの列車は南駅を起点としてニューヨーク・ワシントンD.C.方面に向かう。そのため、北駅に発着するポートランド方面の列車とこれらの列車との乗り換えにオレンジラインがよく用いられる。
オレンジラインと名付けられたのは、オレンジ通り（現在のワシントン通りの一部）を経由していたことに由来している。オレンジラインは元々現・チャイナタウン駅以南をワシントン通り沿いの高架線を通っていたが、1987年に現在のサウスウェスト・コリドー（南西回廊）に移動した。2002年からシルバーライン・ワシントン通りの各路線が旧路線沿いの一部を通っている。

### ブルーライン

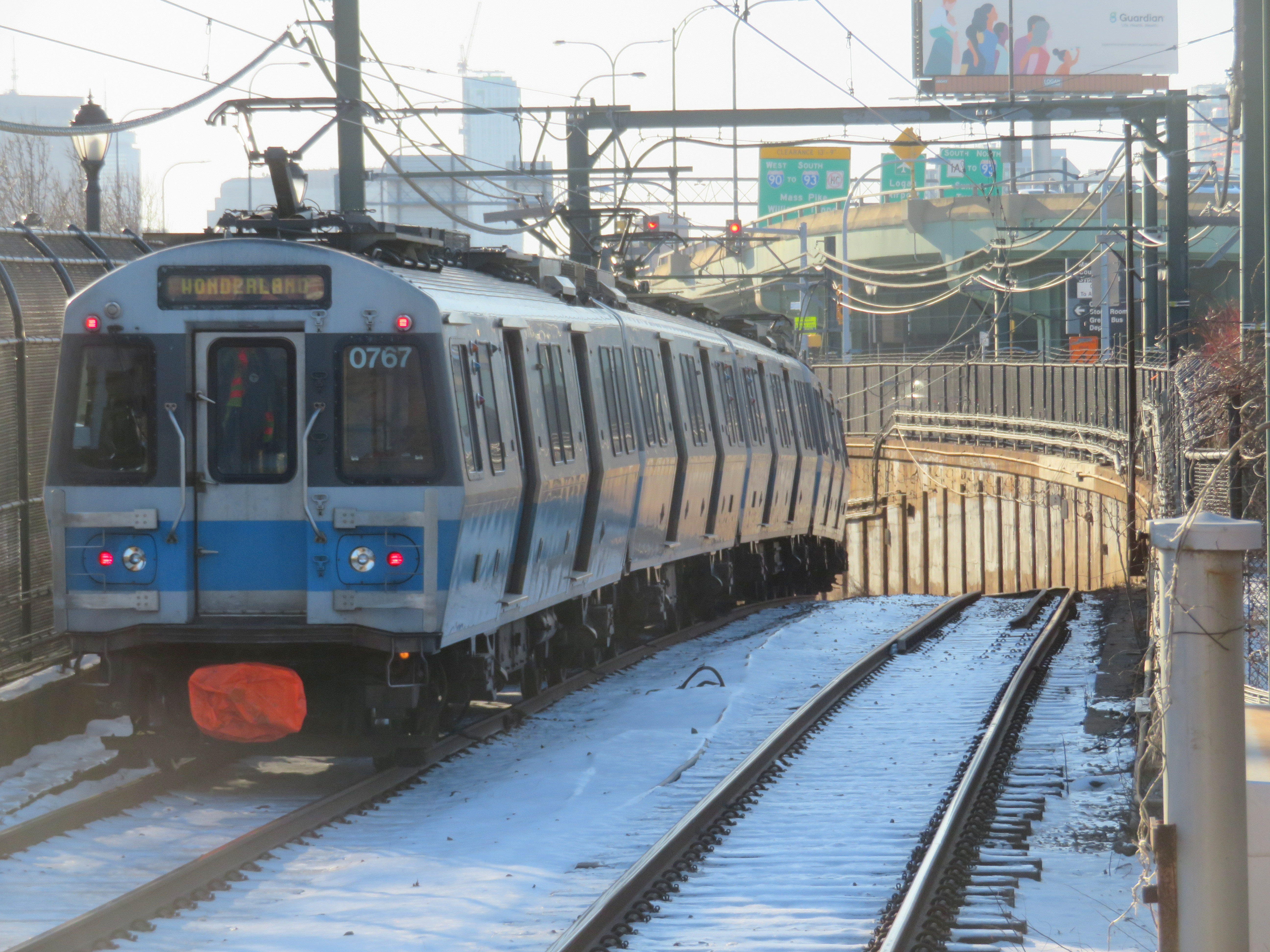
ブルーラインの電車

ブルーラインは、北東郊・リベア市のワンダーランド駅(Wonderland)を起点として、ダウンタウンのボウドゥン駅(Bowdoin)に向かう地下鉄路線である。駅は12で、シーメンス社製の15m級車両が使用される。路線北部の海沿いの線路が冬場に凍りやすいため、エアポート駅以南は第三軌条方式、同駅以北は架空電車線方式が取られる。
途中、ガバメント・センター駅でグリーンラインと、ステート・ストリート駅(State Street)でオレンジラインと接続する。ボストン港の埠頭に立地するニューイングランド水族館や対岸のローガン国際空港へ向かう客の足として利用されている。ただし空港の最寄駅であるエアポート駅からは無料のシャトルバスに乗り換える必要がある。
レッドラインとの接続駅は無い。西側でレッドラインのチャールズ/MGH駅（Charles/MGH）までの一駅分の延長がたびたび構想・計画されている。
ブルーラインと名付けられたのは、イーストボストントンネルを通じてボストン港を通過していることに由来している。

### レッドライン

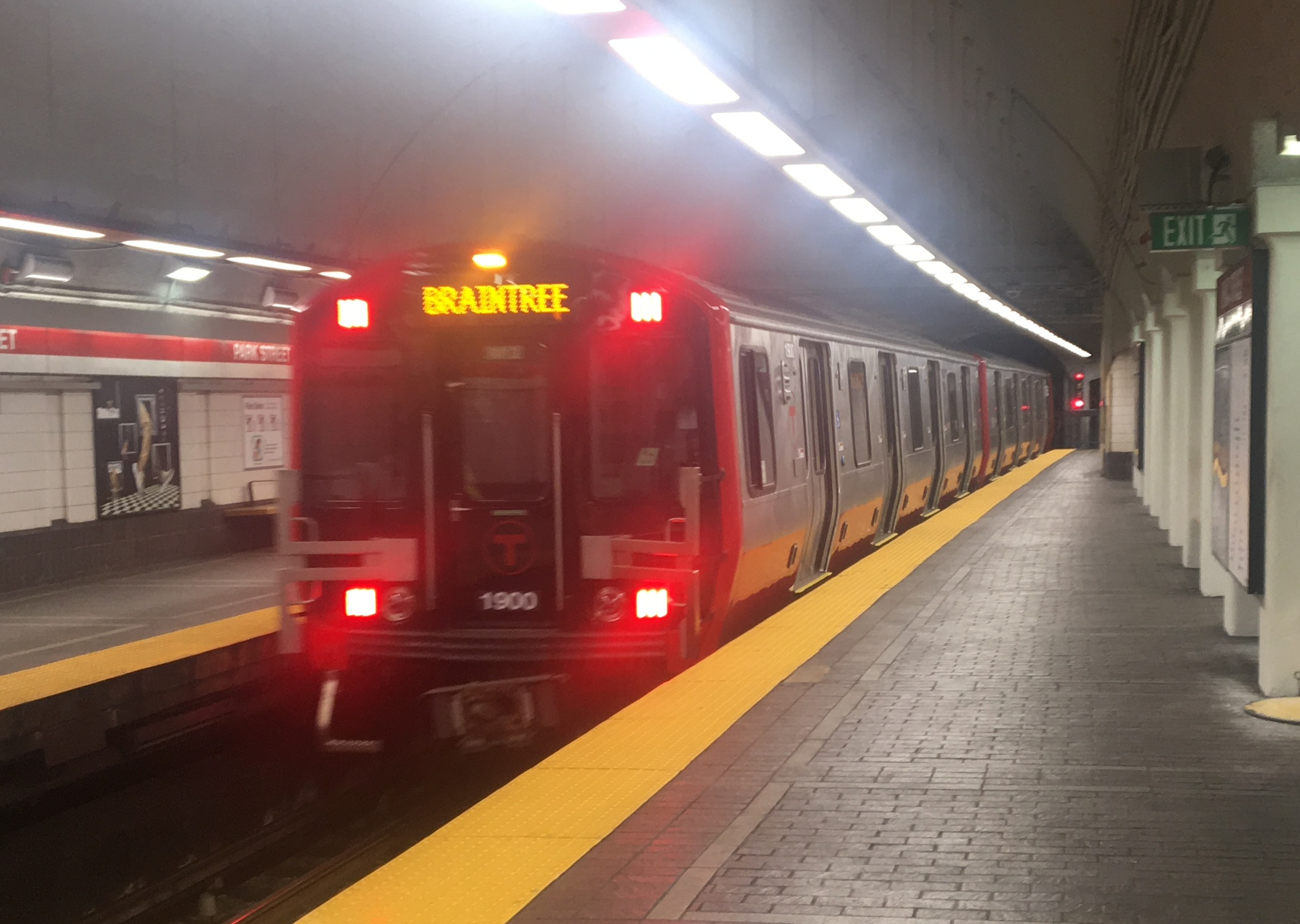
レッドラインの新型車両

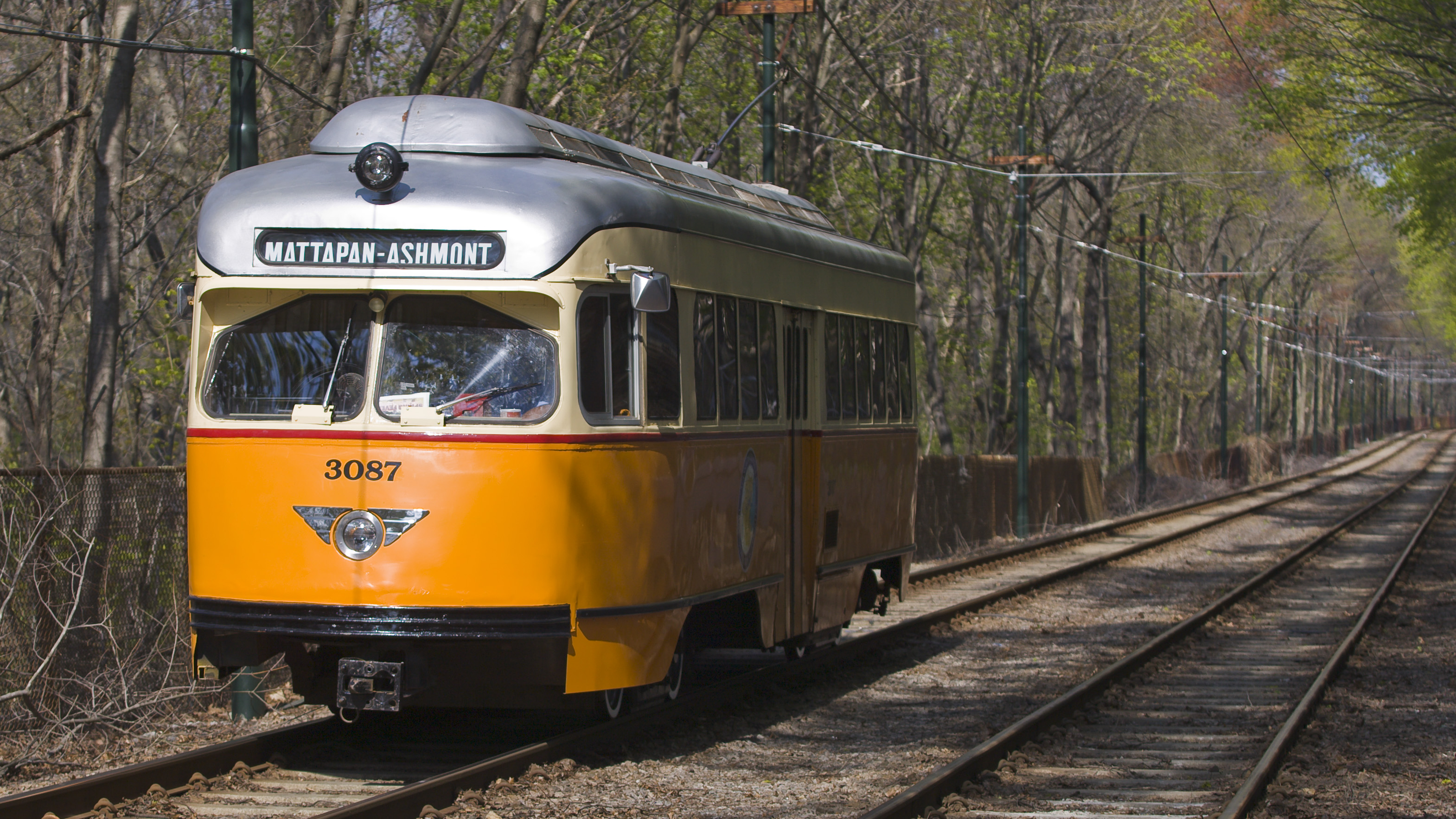
マタパン線のPCCカー

レッドラインは、北西郊・ケンブリッジ市のエールワイフ駅(Alewife)を起点として、JFK駅(JFK/UMass)で分岐し、南郊のアッシュモント駅(Ashmont)と南東郊・ブレインツリー市のブレインツリー駅(Braintree)に向かう地下鉄路線である。駅は22で、21m級車両が使われている。
途中、ケンブリッジ市内のハーバード駅(Harvard)やケンドール駅（Kendall/MIT、MIT最寄駅）、ダウンタウンの南駅を通る。ブレインツリー行きの電車はクインシー市内に4つの駅を有する。
パークストリート駅(Park Street)でグリーンラインと、ダウンタウン・クロッシング駅(Downtown Crossing)でオレンジラインおよびシルバーライン・ワシントン通り線と、また5つの駅で近郊電車とそれぞれ接続する。
南駅はアムトラックやコミューター・レールのターミナルでもあり、ポートランド方面の1列車を除きすべての中長距離列車が発着する。また、南駅はグレイハウンドをはじめとする中長距離バスのターミナルも併設している。南駅はシルバーライン・ウォーターフロント線のターミナルともなっている。
レッドラインと名付けられたのは、かつてハーバード駅を終点としており、ハーバード駅近くに存在するハーバード大学のテーマカラーがクリムゾン色であることに由来している。
レッドラインにはマタパン線という枝線があり、アッシュモント駅とマタパン駅を結んでいる。この路線では1945-1946年に製造されたPCCカーと呼ばれる路面電車が改修されて運行されている。

### シルバーライン

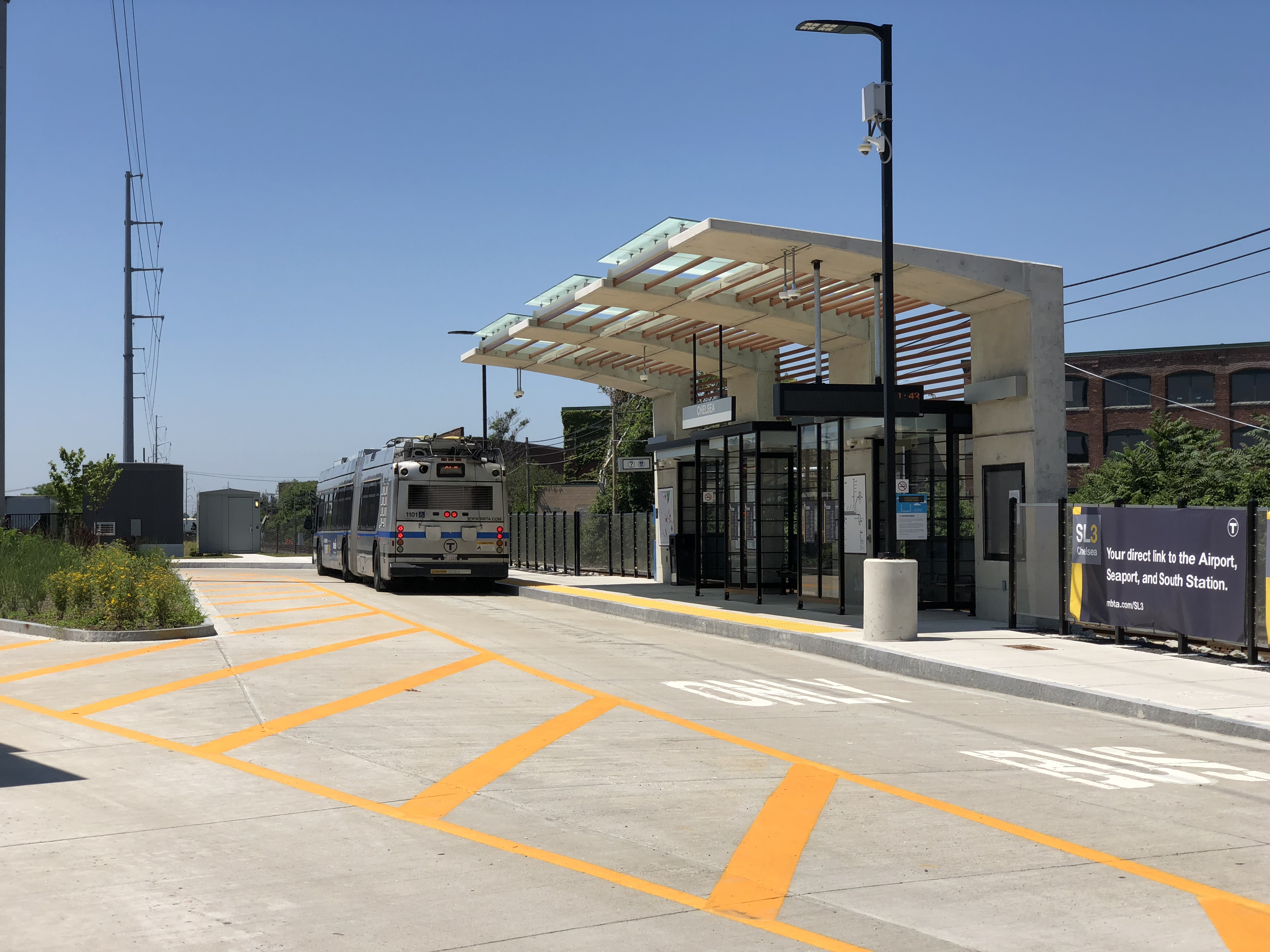
チェルシー駅バス停

シルバーラインは厳密にいえば路線バスだが、一部で地下の専用トンネル内を走ることもあり、MBTAはこれをBRTとして認識している。また、路線図では地下鉄として扱われている一方で、運賃はバスと同じである。大型の連接車両が使用される。
シルバーラインにはワシントン通り方面とウォーターフロント方面の2系統がある。
ワシントン通り方面はSL4・SL5の支線に分かれている。全線が一般道を利用するため、実質路線バスである。SL4は、レッドライン、アムトラック、および中長距離バスの総合ターミナルである南駅からチャイナタウン駅（オレンジラインと接続）、ダウンタウンのタフツ・メディカル・センター駅（オレンジライン・SL5と接続）を通ってワシントン通りのヌビアン・スクエア(Nubian Square)へ向かう。SL5は、ダウンタウン・クロッシング駅（レッドライン・オレンジラインと接続）からボイルストン駅（グリーンラインと接続）のループを左回りで回ってタフツ・メディカル・センター駅からSL4と合流する。SL5で北上する場合は、タフツ・メディカル・センター駅からチャイナタウン駅を通りダウンタウン・クロッシング駅に向かう。したがってボイルストン駅は南行のみ、チャイナタウン駅は北行のみ通る。
これに対し、ウォーターフロント方面はSL1・SL2・SL3の支線に分かれ、南駅を起点としている。全て南駅からシルバーライン・ウェイ駅の手前まで地下の専用トンネルを通る。その後、SL1とSL3はテッド・ウィリアムズ・トンネルを通じて、SL1はローガン国際空港の各ターミナルへ、SL3はブルーラインのエアポート駅（Airport）とバス専用道を経由してチェルシー駅へ通ずる。これに対し、SL2は全線がウォーターフロントに留まり、デザインセンター周辺のループを終点とする。なお、シティ・ポイント行の旧SL3は2009年に利用者数の低迷により廃止された。SL1・SL2・SL3の車両は、専用トンネル内はトロリーバスとして架線から給電を受け、架線のない道路ではディーゼルエンジンを使用するデュアルモード車である。モードの切り替えはシルバーライン・ウェイ駅にて行われる。

## 通勤鉄道

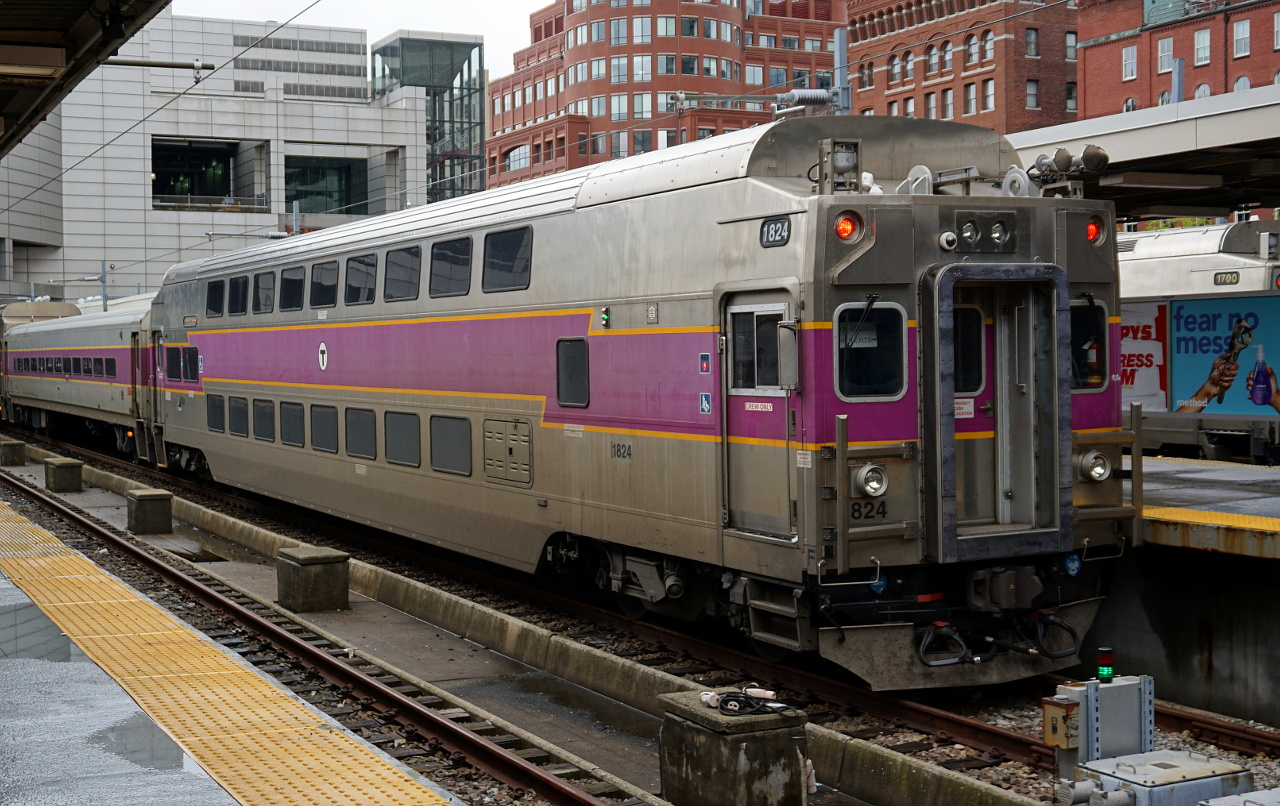
ボストン南駅

通勤鉄道は、ディーゼル機関車によるプッシュプル列車が運行している。その車体の色から地下鉄の各路線と対比してパープルラインとも言われる。
運転間隔は1路線につき、1日30往復ほどである。通勤や郊外の観光地への足として利用される。
通勤鉄道は南駅および北駅を起点として放射状に路線を有する。南駅からはボストン都市圏西端の主要都市ウースター、ロードアイランド州の州都プロビデンス、南東郊の歴史の町プリマスへと向かう路線など全八路線が発着する。これに対し北駅からはローウェルやコンコード、セーラムに通ずる路線など全五路線が発着する。
南北のターミナル駅は繋がっていない。間の2.4kmに鉄道トンネルを通す案が度々持ち上がっているが、莫大の費用を理由に本格的に計画されたことはない。特に南駅は路線数や乗降客数が多いため、2022年現在プラットフォーム増設を含む大型拡張工事がされている。完了すれば需要の高いウースター線やフェアマウント線の本数増加や、現在延伸工事中のフォール・リバー線、ニュー・ベドフォード線の乗り入れが可能になる。

## トロリーバス

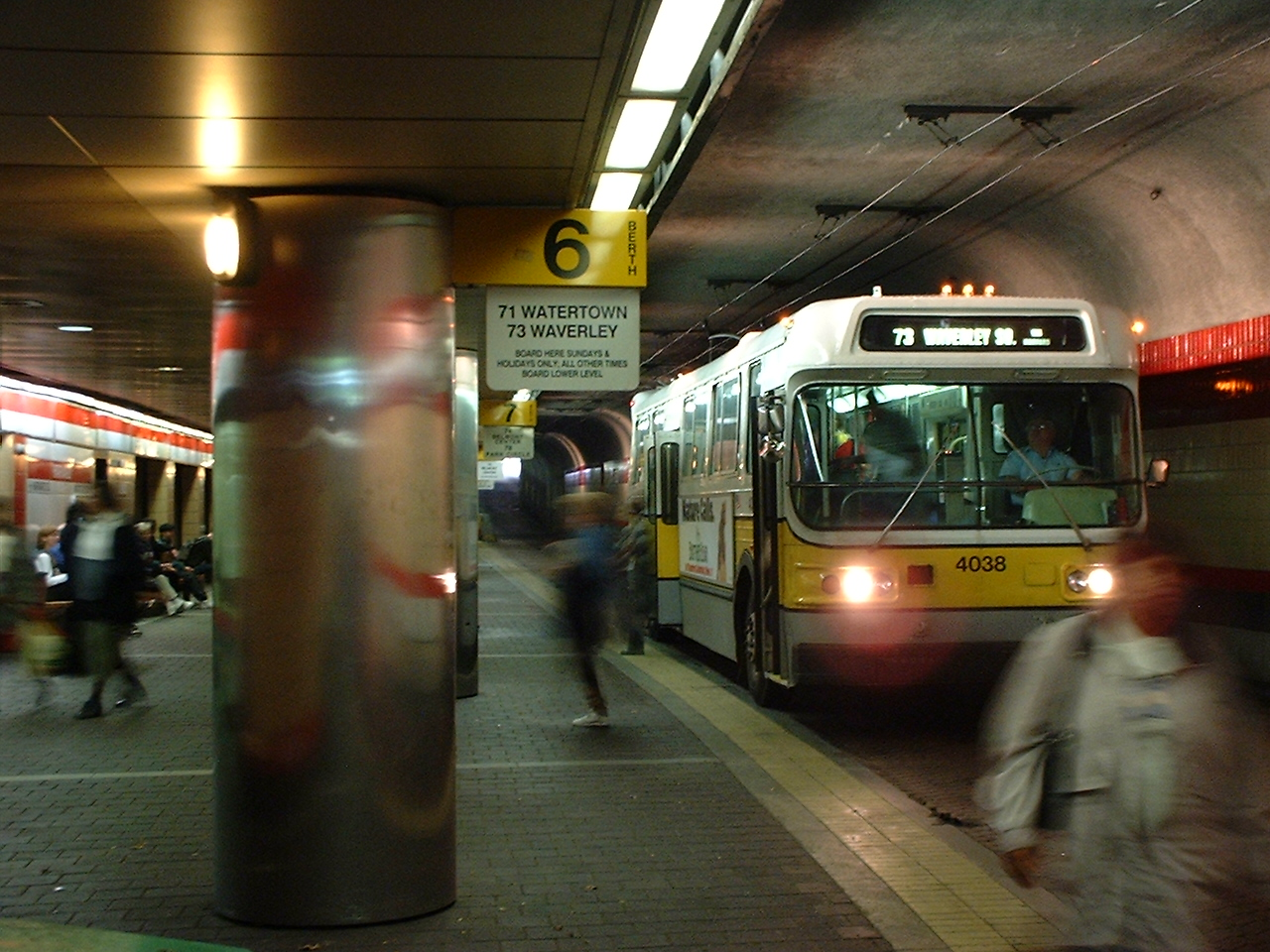
ハーバードスクエア駅のトロリーバス。この発着方向の場合は車両右側で乗降

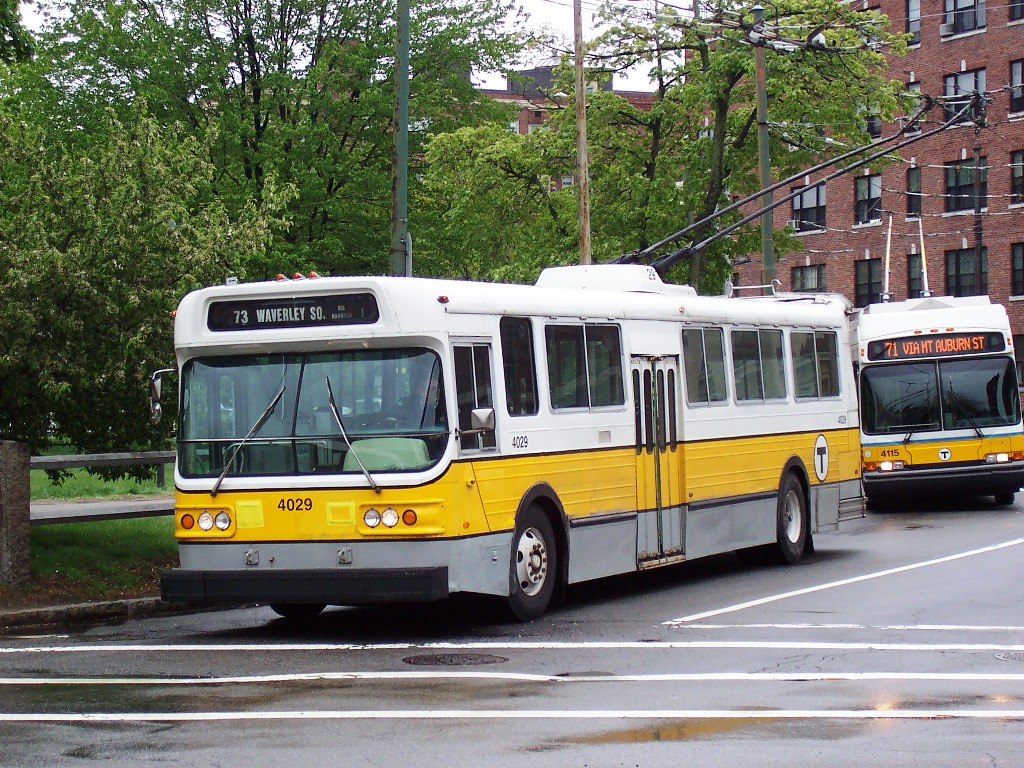
トロリーバス車両。左側にも乗降口がある。

ケンブリッジ市周辺では2022年3月までトロリーバスが運行されていたが、それ以降は通常の路線バスと同じディーゼルバスに切り替えられた。路線数は変わらず4路線あり、ハーバードスクエア駅で地下鉄レッドラインと接続する。
上記の切り替えにより、トロリーバスを運用する路線はシルバーライン・ウォーターフロント方面の三路線のみとなった。

## 路線バス
路線バスは約180路線あり、市内および周辺を広くカバーしている。その多くはかつての路面電車の路線に沿って走っている。郊外とダウンタウンとを結ぶ急行バスもあり、320番台や500番台などの路線番号が割り当てられている。
これらのうち15路線はKey Bus Routesと呼ばれる。これらは利用者数や運行頻度が特に高く、近年は通勤列車やシルバーラインと共に地下鉄路線図に記載される。このうち「28」と「39」は連節バスを使用する。前者に関してはBRT化する案や、路線の大部分に中央走行式バス専用レーンを設ける計画が建てられるほど通勤時等の需要が高い。

## フェリー
通勤用のフェリーは三路線ある。ボストンの水族館付近の三港にそれぞれチャールズタウン海軍基地直行便、ヒンガム市（Hingham）直行便、そしてヒンガム市からハル市、ローガン国際空港を経由する便が発着する。また、夏季限定でセーラム行のフェリーが運航する。

## 注
1. ↑  MBTA Police
2. ↑  http://www.mbta.com/fares_and_passes/charlie/?id=8720
3. ↑  “「不当廉売」の結果は？アメリカ・ボストンで〝訳あり商品〟の地下鉄に乗車”.   47NEWS (2024年6月6日). 2024年6月6日閲覧。